# مملكة براتابجاره
تُعدّ براتابجاره (بالبنغالية: প্রতাপগড়)‏ مملكة من القرون الوسطى في شمال شرق شبه القارة الهندية. تتألف المملكة من مقاطعة كاريمجانج الهندية الحالية، فضلًا عن أجزاء من ولاية ترايبورا وإقليم سيلهيت في بنغلاديش، وهي خاضعة لحكم مجموعة من الملوك المسلمين مع مجموعة مختلطة من الأتباع الهندوس والمسلمين. تُشكل ممالك كاشار وترايبورا وبنغال الكبرى حدودها البرية.
كانت الأراضي التي شكلت في وقت لاحق ممكلة براتابجاره تقع في البداية تحت سيطرة حكام ترايبورا وكانت تسكنها قبائل هندوسية في الأساس إذ كانت متمركزة حول منطقة التلال المشجرة التي تشكل الحدود الحديثة بين شرق بنغلاديش والهند. يُعتقد أنه خلال السنوات الأخيرة من القرن الخامس عشر الميلادي، تم تقسيم المنطقة عن طريق مالك براتاب، مالك أرض من أصول مختلطة وفارسية، الذي أسس المملكة والذي قد يكون قد حصل على اسمها منها. تحت حكم حفيده سلطان بازيد بلغ تأثير براتابجاره ذروته لتتحول في النهاية إلى مركز ثقافي كبير. شكَّلت المملكة أيضًا قوة عسكرية بارزة بهزيمة مملكة كاشار الأكثر قوة، فضلًا عن مشاركتها السيطرة على مملكة بنغال. في هذه الفترة كانت الدولة تتمتع بذروة أراضيها، بعد أن استولت لفترة وجيزة على إقليم سيلهيت من الأخيرة.
في نهاية المطاف، استولت مملكة كاشار على براتابجاره في أوائل القرن الثامن عشر، ولم تحكم الأسرة الحاكمة في وقت لاحق سوى زماندار تحت حكم البريطانيين. ومع ذلك، فإن تراث المملكة ما يزال له تأثير ملحوظ في المنطقة إذ يحمل اسمها العديد من الانقسامات الإدارية اللاحقة في المنطقة وتاريخها وأساطيرها التي ظلت قائمة كتقاليد شفوية بين السكان المحليين.

## المنشأ

### التاريخ المُبكر
شهدت مملكة براتابجاره التي تقع الآن على الحدود الحالية لجنوب إقليم سليهيت وولاية ترايبورا الهندية، عدة تغييرات فيما يتعلق بالاسم عبر التاريخ. كانت تُدعى في الأصل سوناي كاتشانبور، تم تغير اسم المنطقة إلى شاتشورا بعد أمير ممكلة ماجادها، شاترا سينغ، الذي استلم الأرض كهدية من مهراجا في ترايبورا سنة 1260 الميلادية قبل حوالي مائتي عام من تأسيس براتابجاره. كانت إمارة سينغ الجديدة دولة جبلية إذ كانت تقع في الركن الجنوبي الشرقي من سلسلتي أديال ودويل الجبليتان. بضمها غابات كثيفة مأهولة بالنمور، تمتد أرض الأمير من كاريمجانج حتى أجزاء من تلال لوسهاي، وكانت عاصمتها كاناكبور، وقد سُميت على اسم ابنه كاناك سينغ. أسَّس ابن الأخير، براتاب سينغ، فيما بعد مدينة جديدة أطلق عليها اسم براتابجاره. ومن المُقترح أن مملكة براتابجاره، التي تأسست بعد قرون، قد حصلت على اسمها من براتاب سينغ عبر هذا الانقسام. أو بدلًا من ذلك، ربما كان الاسم قد استُمد من الحاكم الأول للدولة، مالك براتاب المسلم.
يبدو أن براتاب سينغ قد حافظ على علاقات وثيقة مع الممالك المجاورة الحديثة: فقد تزوج والده من أميرة ترايبورا في وقت سابق بينما تزوجت أخته شانتيبرييا غارودا من جوار كور، ابن عم غور جوفيندا، الملك الأخير من سيلهيت. وقد حصل الزوجان الأخيران على جزء من مملكة سينغ الذي اعتُبر بمثابة مهر الزواج، والذي أصبح فيما بعد يعرف باسم تشابغات. قد لا يكون لعائلة سينغ نفسها الورثة، لكن، مثلما هو الحال في القرن الخامس عشر الميلادي، كان قصره الملكي بين أيدي لوردات مسلمين.

### تأسيس السلالة الملكية
يُعتبر ميرزا مالك محمد توراني أول فرد مسجل من أسرة براتابجاره الحاكمة النبيلة الذي عاش حتى نهاية القرن الرابع عشر الميلادي. وقد هاجر توراني، بعد نزاع عائلي في بلده الأصلي إيران، إلى شبه القارة الهندية عام 1384 بشكل قسري، لكنه ذهب أولًا إلى دلهي قبل أن يستقر في منطقة كاريمجانج الحالية. بحلول هذه الفترة، كان المحارب المسلم شاه جلال قد غزا سيلهيت، إلا أن المنطقة التي وصل إليها توراني كانت تحت سيطرة مهراجا ترايبورا، التي ما تزال تحت سيطرة القبائل الهندوسية.
وفقًا للأسطورة المحلية، فإن توراني، بعد استقراره في المنطقة، مرَّ بامرأة جميلة تغتسل على النهر وسرعان ما وقع بحبها. وبعد اكتشاف أن المرأة، التي تدعى أمفاتي، كانت من عائلة نبيلة، ذهب توراني إلى والدها، المحافظ المحلي بورا راجا من الخاسيين، لطلب الزواج. رفض بورا راجا بسبب عدم رغبته بزواج ابنته من مسلم. ومع شعوره بالإهانة، قاد توراني قواته في هجوم على معقل بورا راجا وأسرته، ما أجبر الحاكم على الإذعان للزواج. علاوةً على ذلك، نظرًا لأنه لم يكن لديه أي أبناء، وافق بورا راجا أيضًا على تسمية توراني خليفةً له.